# فرانكو موريتي
فرانكو موريتي (بالإيطالية: Franco Moretti)‏ هو ناقد أدبي إيطالي، ولد في 1950 في سوندريو في إيطاليا.

## وصلات خارجية
- فرانكو موريتي على موقع IMDb (الإنجليزية)